# Postville (Iowa)
Postville – miasto w Stanach Zjednoczonych, w stanie Iowa, w hrabstwach Allamakee i Clayton. W 2000 roku liczyło 2273 mieszkańców. W Postville mieści się także rzeźnia koszerna należąca do AgriProcessorc Inc.